# Volkswagen Polo
De Volkswagen Polo is een personenwagen in de compacte klasse van het merk Volkswagen.

## Geschiedenis
De Volkswagen Polo is lange tijd het kleinste model van Volkswagen geweest en wordt sinds 1975 geproduceerd. Oorspronkelijk werd de auto geïntroduceerd als goedkope versie van de eerder geïntroduceerde Audi 50. De enige verschillen tussen de Audi en de Volkswagen zijn de logo's en het uitrustingsniveau. Uiteindelijk had de Polo door zijn lage prijs meer succes dan de Audi 50 en na enkele jaren werd de productie van de Audi gestaakt, terwijl de Polo in productie is gebleven en wisselend succesvol blijft verkopen. Pas in 2000 werd er weer een Audi op basis van de Polo uitgebracht, de Audi A2. Die auto is slechts kort in productie geweest. Op basis van de Polo zijn nog drie modellen in productie bij zusterbedrijven in de Volkswagen Group, namelijk de Skoda Fabia, de Seat Ibiza en de Audi A1.

## Polo 86 (1975-1979)

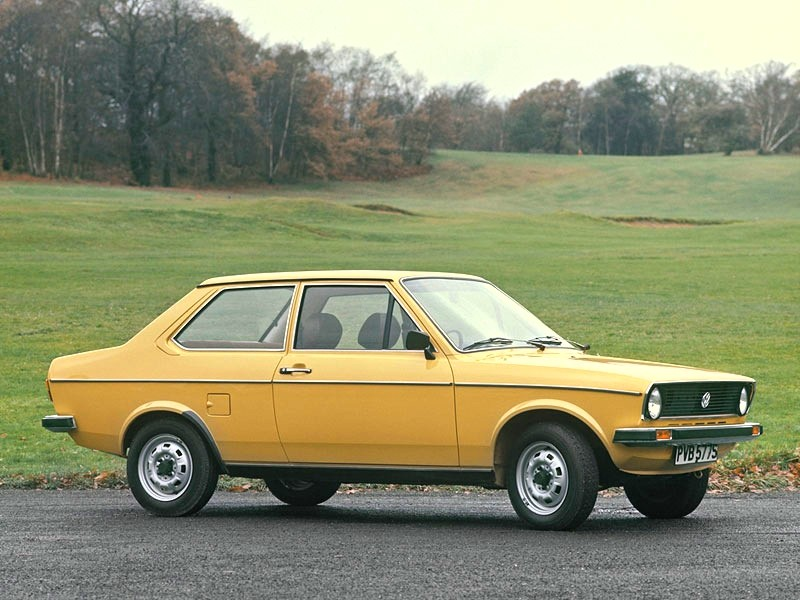
Een Volkswagen Derby (type I)

De VW Polo's van 1975 tot 1994 worden dikwijls aangeduid met de interne VW codenaam Typ 86. Dit omdat het chassis gedurende deze negentien jaar nagenoeg onveranderd bleef. De Polo I en IF zijn van het type 86, de II en IIF van het type 86c.

### Polo I
De Polo begint zijn leven in 1974 als Audi 50 en was in feite bedoeld als opvolger van de kleinere NSU modellen. De Polo wordt in maart 1975 als kale uitvoering van deze Audi op de markt gebracht. Van meet af aan werden deze modellen op dezelfde productielijn gefabriceerd in Wolfsburg. De eerste jaren was er maar één model leverbaar in twee uitvoeringen, De Polo N als instapversie en de Polo L als "Luxe" uitvoering met onder andere chromen sierlijsten. De in 1977 geïntroduceerde en op de Polo gebaseerde Volkswagen Derby is min of meer een Polo met kofferbak.
Er zijn vrijwel geen goede exemplaren meer bekend van de allereerste Polo's, door hun extreme roestgevoeligheid.

### Polo IF
In 1979 wordt de 'facelift'-versie uitgebracht, de Polo IF. De grootste wijzigingen zijn plastic bumpers, een andere dakverlijming (minder roestgevoelig) en een nieuw dashboard en instrumentenpaneel. Ook de IF was zowel als Polo als Derby verkrijgbaar.

### Motoren
Benzine
| Type | Motor     | Motor     | Motor    | Koppel              | Transmissie           | Periode     |
| Type | Inhoud    | Cilinders | Vermogen | Koppel              | Transmissie           | Periode     |
| ---- | --------- | --------- | -------- | ------------------- | --------------------- | ----------- |
| 900  | 895 cm³   | 4-in-lijn | 45 pk    | 61 Nm bij 3.500 tpm | handgeschakelde 4-bak | 1975 - 1981 |
| 1100 | 1.093 cm³ | 4-in-lijn | 50 pk    | 76 Nm bij 3.500 tpm | handgeschakelde 4-bak | 1976 - 1981 |
| 1300 | 1.272 cm³ | 4-in-lijn | 60 pk    | 93 Nm bij 3.400 tpm | handgeschakelde 4-bak | 1976 - 1981 |

## Polo 86c (1981-1994)

### Polo II
In 1981 wordt de Polo II gelanceerd. Uiterlijk een vrij grote wijziging maar onderhuids nog steeds dezelfde techniek als de IF. Het meest opvallende verschil is de rechte kofferklep, die de Polo II het uiterlijk van een kleine stationwagen geeft.
Samen met de introductie van de Polo II wordt ook de Derby II uitgebracht. Het gaat hier opnieuw om een gewone Polo maar dan met kofferbak. In Nederland wordt deze sedan echter niet als Derby, maar gewoon als Polo verkocht.
In 1982 wordt er een nieuw model van de Polo geïntroduceerd, de Polo Coupé.
In 1986 volgt een grote onderhuidse facelift. Nieuwe motoren, waaronder voor de eerste keer een dieselmotor (1272 cc, 33 kW/45 pk), grotere benzinetank en voor het eerst is er een vijfbak verkrijgbaar. Ook wordt in dit jaar in Duitsland de tot dan toe krachtigste Polo gelanceerd, de Polo Coupé G40.
1988 is het laatste jaar waarin de naam Derby gebruikt wordt, vanaf nu gaat de sedan versie overal door het leven als Polo Classic, zoals hij in enkele landen al sinds 1982 heette.

### Polo IIF

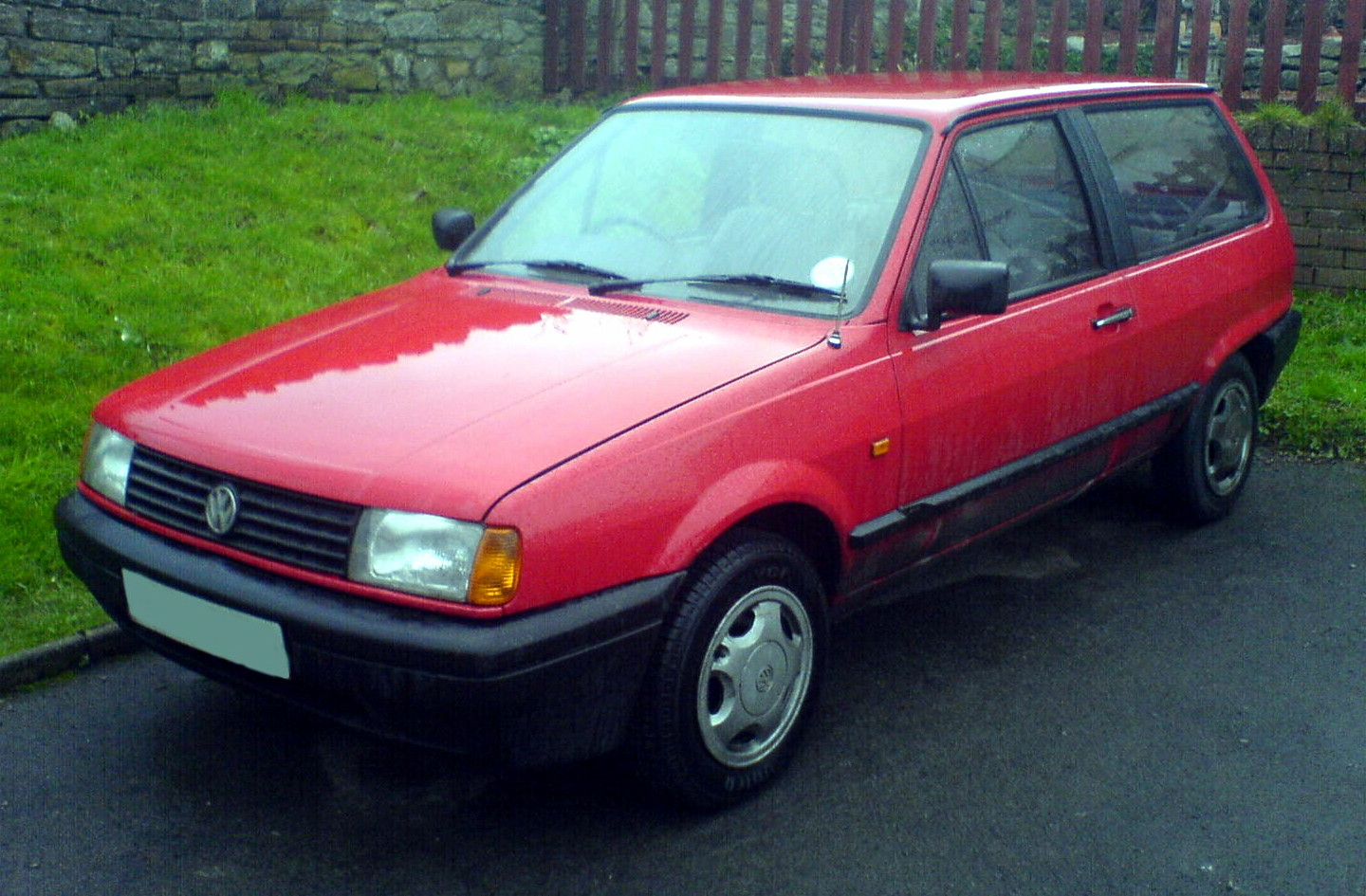
VW Polo IIF Steilheck, 1994

In september 1990 volgde een facelift van de II, namelijk de IIF. De grootste wijzigingen bij de facelift zijn vierkante koplampen, andere, rondere achterlichten, gewijzigde achterklep, grotere bumpers en een nieuw dashboard en instrumentenpaneel.
Ook de IIF is verkrijgbaar als Polo, Polo Coupé of Polo Classic.
Motoren die verkrijgbaar waren: 1,0l injectie tot 1,3l injectie met 33 kW/45 pk tot 55 kW/75 pk en een 1,4l-dieselmotor met 35 kW/48 pk.
In 1991 komt er als topmodel weer een Polo Coupé G40-uitvoering. Dankzij de G-lader had de G40 de beschikking over 83 kW/113 pk.

### Motoren
Gegevens van de basismodellen:

#### Benzine
| Polo Hatchback | Polo Hatchback | Polo Hatchback | Polo Hatchback | Polo Hatchback       | Polo Hatchback        | Polo Hatchback | Polo Hatchback | Polo Hatchback | Polo Hatchback |
| Type           | Motor          | Motor          | Motor          | Koppel               | Transmissie           | 0–100 km/u     | Topsnelheid    | Periode        |                |
| Type           | Inhoud         | Cilinders      | Vermogen       | Koppel               | Transmissie           | 0–100 km/u     | Topsnelheid    | Periode        |                |
| -------------- | -------------- | -------------- | -------------- | -------------------- | --------------------- | -------------- | -------------- | -------------- | -------------- |
| 1.0            | 1.043 cm³      | 4-in-lijn      | 40 pk          | 74 Nm bij 2.700 tpm  | handgeschakelde 4-bak | 21,2 s         | 135 km/u       | 1981 - 1986    |                |
| 1.0 KAT        | 1.043 cm³      | 4-in-lijn      | 45 pk          | 74 Nm bij 3.600 tpm  | handgeschakelde 4-bak | 19,5 s         | 142 km/u       | 1986 - 1989    |                |
| 1.0i KAT       | 1.043 cm³      | 4-in-lijn      | 45 pk          | 74 Nm bij 3.600 tpm  | handgeschakelde 4-bak | 20,5 s         | 145 km/u       | 1990 - 1994    |                |
| 1.1            | 1.093 cm³      | 4-in-lijn      | 50 pk          | 76 Nm bij 3.500 tpm  | handgeschakelde 4-bak | 15,4 s         | 146 km/u       | 1981 - 1983    |                |
| 1.3            | 1.272 cm³      | 4-in-lijn      | 55 pk          | 96 Nm bij 3.300 tpm  | handgeschakelde 4-bak | 14,2 s         | 153 km/u       | 1983 - 1986    |                |
| 1.3 KAT        | 1.272 cm³      | 4-in-lijn      | 54 pk          | 96 Nm bij 3.400 tpm  | handgeschakelde 4-bak | 14,8 s         | 154 km/u       | 1986 - 1989    |                |
| 1.3i KAT       | 1.272 cm³      | 4-in-lijn      | 54 pk          | 97 Nm bij 3.000 tpm  | handgeschakelde 4-bak | 14,8 s         | 154 km/u       | 1989 - 1990    |                |
| 1.3i KAT       | 1.272 cm³      | 4-in-lijn      | 54 pk          | 97 Nm bij 3.000 tpm  | handgeschakelde 4-bak | 15,5 s         | 154 km/u       | 1990 - 1994    |                |
| 1.3            | 1.272 cm³      | 4-in-lijn      | 60 pk          | 95 Nm bij 3.500 tpm  | handgeschakelde 4-bak | 13,0 s         | 155 km/u       | 1981 - 1983    |                |
| 1.3 75pk       | 1.272 cm³      | 4-in-lijn      | 75 pk          | 104 Nm bij 3.600 tpm | handgeschakelde 4-bak | 11,5 s         | 167 km/u       | 1982 - 1984    |                |
| 1.3i 75pk KAT  | 1.272 cm³      | 4-in-lijn      | 75 pk          | 99 Nm bij 3.600 tpm  | handgeschakelde 5-bak | 12,1 s         | 172 km/u       | 1990 - 1994    |                |

| Polo Coupé    | Polo Coupé | Polo Coupé | Polo Coupé | Polo Coupé           | Polo Coupé            | Polo Coupé | Polo Coupé  | Polo Coupé  | Polo Coupé |
| Type          | Motor      | Motor      | Motor      | Koppel               | Transmissie           | 0–100 km/u | Topsnelheid | Periode     |            |
| Type          | Inhoud     | Cilinders  | Vermogen   | Koppel               | Transmissie           | 0–100 km/u | Topsnelheid | Periode     |            |
| ------------- | ---------- | ---------- | ---------- | -------------------- | --------------------- | ---------- | ----------- | ----------- | ---------- |
| 1.0           | 1.043 cm³  | 4-in-lijn  | 40 pk      | 74 Nm bij 2.700 tpm  | handgeschakelde 4-bak | 21,2 s     | 135 km/u    | 1984 - 1986 |            |
| 1.0 KAT       | 1.043 cm³  | 4-in-lijn  | 45 pk      | 74 Nm bij 3.600 tpm  | handgeschakelde 4-bak | 19,5 s     | 142 km/u    | 1986 - 1989 |            |
| 1.0i KAT      | 1.043 cm³  | 4-in-lijn  | 45 pk      | 74 Nm bij 3.600 tpm  | handgeschakelde 4-bak | 20,5 s     | 145 km/u    | 1990 - 1994 |            |
| 1.3           | 1.272 cm³  | 4-in-lijn  | 55 pk      | 96 Nm bij 3.300 tpm  | handgeschakelde 4-bak | 14,2 s     | 153 km/u    | 1984 - 1986 |            |
| 1.3 KAT       | 1.272 cm³  | 4-in-lijn  | 54 pk      | 96 Nm bij 3.400 tpm  | handgeschakelde 4-bak | 14,8 s     | 153 km/u    | 1986 - 1989 |            |
| 1.3i KAT      | 1.272 cm³  | 4-in-lijn  | 54 pk      | 97 Nm bij 3.000 tpm  | handgeschakelde 4-bak | 14,8 s     | 153 km/u    | 1989 - 1990 |            |
| 1.3i KAT      | 1.272 cm³  | 4-in-lijn  | 54 pk      | 97 Nm bij 3.000 tpm  | handgeschakelde 4-bak | 15,5 s     | 154 km/u    | 1990 - 1994 |            |
| 1.3           | 1.272 cm³  | 4-in-lijn  | 60 pk      | 95 Nm bij 3.500 tpm  | handgeschakelde 4-bak | 13,0 s     | 155 km/u    | 1982 - 1984 |            |
| 1.3 75pk      | 1.272 cm³  | 4-in-lijn  | 75 pk      | 104 Nm bij 3.600 tpm | handgeschakelde 4-bak | 11,5 s     | 167 km/u    | 1982 - 1984 |            |
| 1.3i 75pk KAT | 1.272 cm³  | 4-in-lijn  | 75 pk      | 99 Nm bij 3.600 tpm  | handgeschakelde 5-bak | 12,1 s     | 172 km/u    | 1990 - 1993 |            |
| 1.3i G40 KAT  | 1.272 cm³  | 4-in-lijn  | 113 pk     | 150 Nm bij 3.800 tpm | handgeschakelde 5-bak | 8,6 s      | 196 km/u    | 1991 - 1994 |            |

| Polo Sedan | Polo Sedan | Polo Sedan | Polo Sedan | Polo Sedan          | Polo Sedan            | Polo Sedan | Polo Sedan  | Polo Sedan  | Polo Sedan |
| Type       | Motor      | Motor      | Motor      | Koppel              | Transmissie           | 0–100 km/u | Topsnelheid | Periode     |            |
| Type       | Inhoud     | Cilinders  | Vermogen   | Koppel              | Transmissie           | 0–100 km/u | Topsnelheid | Periode     |            |
| ---------- | ---------- | ---------- | ---------- | ------------------- | --------------------- | ---------- | ----------- | ----------- | ---------- |
| 1.0        | 1.043 cm³  | 4-in-lijn  | 40 pk      | 74 Nm bij 2.700 tpm | handgeschakelde 4-bak | 21,2 s     | 135 km/u    | 1983 - 1986 |            |
| 1.0 KAT    | 1.043 cm³  | 4-in-lijn  | 45 pk      | 74 Nm bij 3.600 tpm | handgeschakelde 4-bak | 19,5 s     | 142 km/u    | 1986 - 1989 |            |
| 1.0i KAT   | 1.043 cm³  | 4-in-lijn  | 45 pk      | 76 Nm bij 2.800 tpm | handgeschakelde 4-bak | 20,5 s     | 142 km/u    | 1990 - 1991 |            |
| 1.1        | 1.093 cm³  | 4-in-lijn  | 50 pk      | 76 Nm bij 3.500 tpm | handgeschakelde 4-bak | 15,4 s     | 146 km/u    | 1982 - 1983 |            |
| 1.3        | 1.272 cm³  | 4-in-lijn  | 55 pk      | 96 Nm bij 3.300 tpm | handgeschakelde 4-bak | 14,2 s     | 153 km/u    | 1983 - 1986 |            |
| 1.3 KAT    | 1.272 cm³  | 4-in-lijn  | 54 pk      | 96 Nm bij 3.400 tpm | handgeschakelde 4-bak | 14,8 s     | 153 km/u    | 1986 - 1989 |            |
| 1.3i KAT   | 1.272 cm³  | 4-in-lijn  | 54 pk      | 97 Nm bij 3.000 tpm | handgeschakelde 4-bak | 14,8 s     | 153 km/u    | 1989 - 1990 |            |
| 1.3i KAT   | 1.272 cm³  | 4-in-lijn  | 54 pk      | 97 Nm bij 3.000 tpm | handgeschakelde 4-bak | 15,5 s     | 153 km/u    | 1990 - 1991 |            |
| 1.3        | 1.272 cm³  | 4-in-lijn  | 60 pk      | 95 Nm bij 3.500 tpm | handgeschakelde 4-bak | 13,0 s     | 155 km/u    | 1981 - 1983 |            |

#### Diesel
| Polo Hatchback | Polo Hatchback | Polo Hatchback | Polo Hatchback | Polo Hatchback      | Polo Hatchback        | Polo Hatchback | Polo Hatchback | Polo Hatchback | Polo Hatchback |
| Type           | Motor          | Motor          | Motor          | Koppel              | Transmissie           | 0–100 km/u     | Topsnelheid    | Periode        |                |
| Type           | Inhoud         | Cilinders      | Vermogen       | Koppel              | Transmissie           | 0–100 km/u     | Topsnelheid    | Periode        |                |
| -------------- | -------------- | -------------- | -------------- | ------------------- | --------------------- | -------------- | -------------- | -------------- | -------------- |
| 1.3 D          | 1.272 cm³      | 4-in-lijn      | 45 pk          | 75 Nm bij 2.700 tpm | handgeschakelde 4-bak | 21,2 s         | 140 km/u       | 1986 - 1990    |                |
| 1.4 D          | 1.398 cm³      | 4-in-lijn      | 48 pk          | 85 Nm bij 3.100 tpm | handgeschakelde 5-bak | 19,5 s         | 142 km/u       | 1990 - 1994    |                |

| Polo Coupé | Polo Coupé | Polo Coupé | Polo Coupé | Polo Coupé          | Polo Coupé            | Polo Coupé | Polo Coupé  | Polo Coupé  | Polo Coupé |
| Type       | Motor      | Motor      | Motor      | Koppel              | Transmissie           | 0–100 km/u | Topsnelheid | Periode     |            |
| Type       | Inhoud     | Cilinders  | Vermogen   | Koppel              | Transmissie           | 0–100 km/u | Topsnelheid | Periode     |            |
| ---------- | ---------- | ---------- | ---------- | ------------------- | --------------------- | ---------- | ----------- | ----------- | ---------- |
| 1.3 D      | 1.272 cm³  | 4-in-lijn  | 45 pk      | 75 Nm bij 2.700 tpm | handgeschakelde 4-bak | 21,2 s     | 140 km/u    | 1986 - 1990 |            |
| 1.4 D      | 1.398 cm³  | 4-in-lijn  | 48 pk      | 85 Nm bij 3.100 tpm | handgeschakelde 5-bak | 19,5 s     | 142 km/u    | 1990 - 1994 |            |

| Polo Sedan | Polo Sedan | Polo Sedan | Polo Sedan | Polo Sedan          | Polo Sedan            | Polo Sedan | Polo Sedan  | Polo Sedan  | Polo Sedan |
| Type       | Motor      | Motor      | Motor      | Koppel              | Transmissie           | 0–100 km/u | Topsnelheid | Periode     |            |
| Type       | Inhoud     | Cilinders  | Vermogen   | Koppel              | Transmissie           | 0–100 km/u | Topsnelheid | Periode     |            |
| ---------- | ---------- | ---------- | ---------- | ------------------- | --------------------- | ---------- | ----------- | ----------- | ---------- |
| 1.3 D      | 1.272 cm³  | 4-in-lijn  | 45 pk      | 75 Nm bij 2.700 tpm | handgeschakelde 4-bak | 21,2 s     | 140 km/u    | 1986 - 1990 |            |

## Polo III: 6N, 6N2 & 6KV (1994-2002)

### Polo 6N
In 1994 worden de Typ 86 modellen opgevolgd door een compleet nieuw ontworpen Polo.
Dit model was voor het eerst ook leverbaar als vijfdeurs. Er werden benzinemotoren aangeboden van 1,0l met 33 kW (45 pk), 1,3l met 40 kW (55 pk) en een 1,6l met 55 kW (75 pk). Ook kwam er later in het introductiejaar weer een dieselmotor beschikbaar, deze 1,9l indirect ingespoten motor levert 47 kW (64 pk).
In 1995 wordt de 1,3l (40 kW/55 pk) vervangen door een 1,4l met 44 kW (60 pk).
In 1996 wordt er naast de indirect ingespoten diesel ook een SDI (Saugdiesel Direct Injection) leverbaar. De SDI leende de techniek van de TDI-motoren die geleverd werden in onder andere de Volkswagen Golf, alleen moest deze het doen zonder de turbo. Dit leverde 47 kW (64 pk) op, gelijk aan de gewone diesel, maar de SDI is zuiniger in het verbruik.
Ook kwam er een nieuwe benzinemotor beschikbaar: 1,4l 16v met 74 kW (100 pk) met motorcode AFH.
In 1997 komt er nog een SDI versie op de markt, een iets geknepen versie, deze 1,7l 44 kW (60 pk) sterke motor voldeed al aan de strengere EU III-milieunorm.
In 1998 wordt er in Duitsland een GTI-versie van de Polo geleverd, met een nieuw ontwikkelde 1,6l 16V-motor goed voor 88 kW (120 pk).
In augustus 1998 wordt de productie van de 6N gestaakt om ruimte te maken voor de 6N2.

### Polo 6KV

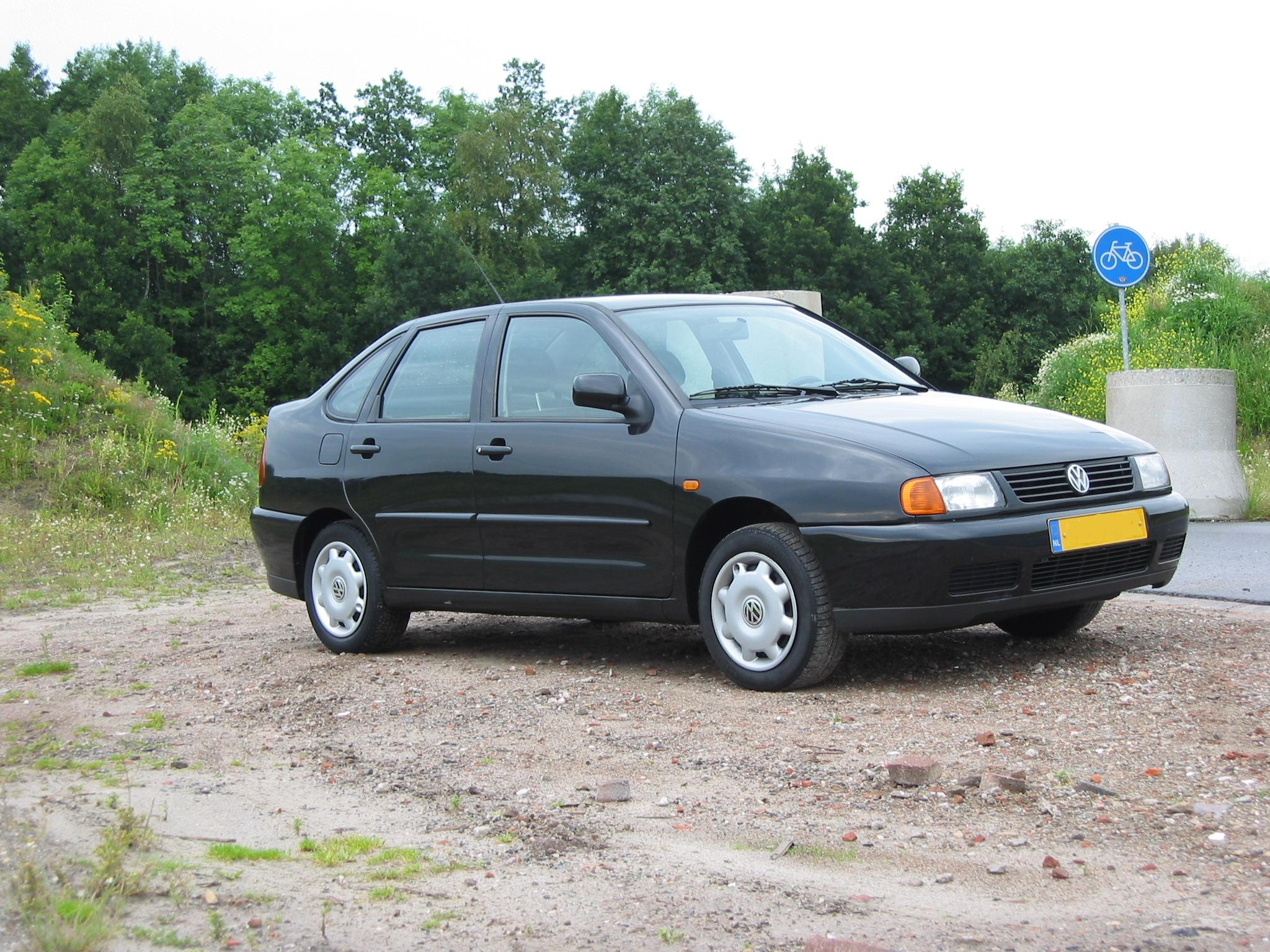
VW Polo Classic 6KV, 1996

Ongeveer een jaar na de introductie van de Polo 6N volgen de Polo Classic sedanversie en de Polo Variant stationcar als type 6KV.
Deze hebben gelijkenissen met de 6N qua uiterlijk maar verschillen onderhuids erg van de 6N Polo's, de Polo 6KV is namelijk ontworpen op een aangepaste Volkswagen Golf III bodemgroep. Deze bodemgroep is gezamenlijk met Seat ontwikkeld, de Seat Ibiza en Córdoba maken gebruik van dezelfde bodemgroep.
Een van de grootste verschillen is te vinden onder de motorkap. Bij een 6N liggen alle motorblokken voorover gekanteld. De 6KV modellen daarentegen werden met de achterover gekantelde blokken geleverd, als het om de benzinemotoren ging.
Bij de dieselmotoren (TDI/SDI) werd gebruikgemaakt van de ook in de Golf III verkrijgbare motoren (AEY, 1Z, AHU en AFN onder andere).
Leverbaar was de Polo 6KV met de 1,4l 44 kW/60 pk, 1,6l 55 kW (75 pk) en 1,6l 74 kW (100 pk) sterke benzinemotoren. Bij de dieselmotoren was er de keuze uit een 1,9l SDI met 47 kW (64pk)
In 1997 kwam er uitbreiding met twee 1,9l TDI-dieselmotoren, met respectievelijk 66 kW (90 pk) en 81 kW (110 pk).
De 6KV modellen bleven uiterlijk ongewijzigd tot 2002 in Europa in productie, alleen tijdens de introductie van de Polo 6N2 werd het interieur van de 6KV aangepast aan de nieuwe stijl.

### Polo 6N2

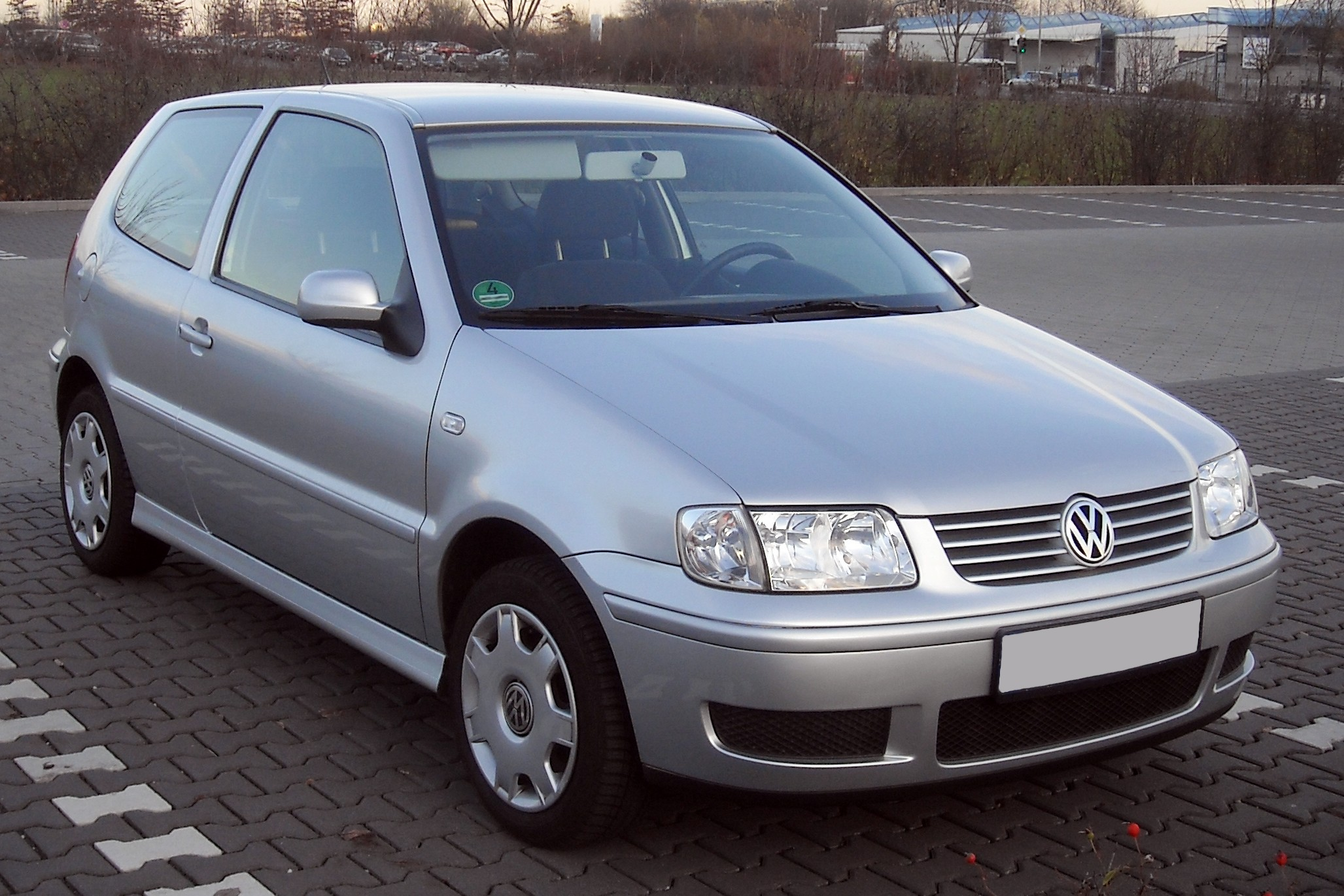
VW POLO 6N2

In 1999 werd de gefacelifte Polo 6N geïntroduceerd, deze ging door het leven als type 6N2.
Aan de buitenzijde is de 6N2 te herkennen aan het gewijzigde front, ook de achterkant werd verfrist en aangepast. Het interieur is in vergelijking met de 6N flink onderhanden genomen. Ook het motoraanbod is flink onder handen genomen, diverse motoren zijn aangepast en verbeterd aan de steeds strenger wordende milieu-eisen.
De 6N2 was leverbaar met viercilinderbenzinemotoren van 1,0l 37 kW (50 pk), 1,4l 44 kW (60 pk) en 1,4l 16v met respectievelijk 55 kW (75 pk) en 74 kW (100 pk). 
Ook van deze facelift introducteerde Volkswagen weer een GTI-uitvoering, ditmaal ook buiten Duitsland verkrijgbaar. Deze had een doorontwikkelde 1,6l 16v motor uit de 6N met 92 kW (125 pk), ditmaal met VVT (variabele kleptiming / Variable Valve Timing) die vanaf 5.000 toeren activeert.
De GTI is onder andere herkenbaar aan origineel Xenon verlichting met koplampsproeiers (als enige in de 6N2-range), honingraat grillen, 10mm fabrieks-af verlaging, een dikkere lip aan de voorzijde en originele 15" BBS velgen met 195mm brede banden.
Bij de dieselmotoren heeft men nu naast de twee SDI's (1,7l 44 kW / 60pk en 1,9l 47 kW/64 pk) ook de keuze uit een TDI.
Deze TDI is feitelijk niet meer dan een 1,9l TDI min één cilinder. Dit resulteerde in een driecilinder met 1,4 liter inhoud. In de 6N2 levert deze 55 kW (75 pk).
In augustus 2001 werd de productie van de 6N2 na twee jaar gestaakt, om plaats te maken voor de opvolger: de Polo 9N.

### Motoren
Gegevens van de basismodellen:

#### Benzine
| Polo Hatchback | Polo Hatchback | Polo Hatchback | Polo Hatchback | Polo Hatchback | Polo Hatchback       | Polo Hatchback                            | Polo Hatchback | Polo Hatchback | Polo Hatchback |
| Type           | Motor          | Motor          | Motor          | Motor          | Koppel               | Transmissie                               | 0–100 km/u     | Topsnelheid    | Periode        |
| Type           | Inhoud         | Cilinders      | Kleppen        | Vermogen       | Koppel               | Transmissie                               | 0–100 km/u     | Topsnelheid    | Periode        |
| -------------- | -------------- | -------------- | -------------- | -------------- | -------------------- | ----------------------------------------- | -------------- | -------------- | -------------- |
| 1.0            | 1.043 cm³      | 4-in-lijn      | 8              | 45 pk          | 76 Nm bij 2.800 tpm  | handgeschakelde 5-bak                     | 21,4 s         | 145 km/u       | 1995 - 1996    |
| 1.0            | 999 cm³        | 4-in-lijn      | 8              | 50 pk          | 86 Nm bij 3.000 tpm  | handgeschakelde 5-bak                     | 18,4 s         | 151 km/u       | 1996 - 2001    |
| 1.3            | 1.296 cm³      | 4-in-lijn      | 8              | 55 pk          | 100 Nm bij 2.800 tpm | handgeschakelde 5-bak                     | 16,3 s         | 156 km/u       | 1994 - 1995    |
| 1.4            | 1.390 cm³      | 4-in-lijn      | 8              | 60 pk          | 116 Nm bij 2.800 tpm | handgeschakelde 5-bak of 4-traps automaat | 14,9 s         | 160 km/u       | 1995 - 1999    |
| 1.6            | 1.598 cm³      | 4-in-lijn      | 8              | 75 pk          | 128 Nm bij 2.800 tpm | handgeschakelde 5-bak                     | 12,5 s         | 172 km/u       | 1994 - 1995    |
| 1.6            | 1.598 cm³      | 4-in-lijn      | 8              | 75 pk          | 135 Nm bij 2.800 tpm | handgeschakelde 5-bak of 4-traps automaat | 12,5 s         | 172 km/u       | 1995 - 1999    |
| 1.4 16V        | 1.390 cm³      | 4-in-lijn      | 16             | 75 pk          | 126 Nm bij 3.800 tpm | handgeschakelde 5-bak of 4-traps automaat | 12,3 s         | 172 km/u       | 1999 - 2001    |
| 1.6 16V        | 1.598 cm³      | 4-in-lijn      | 16             | 100 pk         | 140 Nm bij 3.500 tpm | handgeschakelde 5-bak of 4-traps automaat | 10,5 s         | 188 km/u       | 1995 - 1999    |
| 1.4 16V        | 1.390 cm³      | 4-in-lijn      | 16             | 100 pk         | 128 Nm bij 4.400 tpm | handgeschakelde 5-bak                     | 10,5 s         | 188 km/u       | 1997 - 2001    |
| 1.6 16V GTI    | 1.598 cm³      | 4-in-lijn      | 16             | 125 pk         | 152 Nm bij 3.000 tpm | handgeschakelde 5-bak                     | 8,7 s          | 205 km/u       | 1999 - 2001    |

| Polo Sedan | Polo Sedan | Polo Sedan | Polo Sedan | Polo Sedan | Polo Sedan           | Polo Sedan                                | Polo Sedan | Polo Sedan  | Polo Sedan  |
| Type       | Motor      | Motor      | Motor      | Motor      | Koppel               | Transmissie                               | 0–100 km/u | Topsnelheid | Periode     |
| Type       | Inhoud     | Cilinders  | Kleppen    | Vermogen   | Koppel               | Transmissie                               | 0–100 km/u | Topsnelheid | Periode     |
| ---------- | ---------- | ---------- | ---------- | ---------- | -------------------- | ----------------------------------------- | ---------- | ----------- | ----------- |
| 1.4        | 1.390 cm³  | 4-in-lijn  | 8          | 60 pk      | 116 Nm bij 2.800 tpm | handgeschakelde 5-bak of 4-traps automaat | 16,0 s     | 157 km/u    | 1996 - 1999 |
| 1.6        | 1.598 cm³  | 4-in-lijn  | 8          | 75 pk      | 135 Nm bij 2.800 tpm | handgeschakelde 5-bak of 4-traps automaat | 13,3 s     | 170 km/u    | 1996 - 1999 |
| 1.6 16V    | 1.598 cm³  | 4-in-lijn  | 16         | 100 pk     | 140 Nm bij 3.500 tpm | handgeschakelde 5-bak of 4-traps automaat | 10,9 s     | 188 km/u    | 1996 - 1999 |

| Polo Variant | Polo Variant | Polo Variant | Polo Variant | Polo Variant | Polo Variant         | Polo Variant                              | Polo Variant | Polo Variant | Polo Variant |
| Type         | Motor        | Motor        | Motor        | Motor        | Koppel               | Transmissie                               | 0–100 km/u   | Topsnelheid  | Periode      |
| Type         | Inhoud       | Cilinders    | Kleppen      | Vermogen     | Koppel               | Transmissie                               | 0–100 km/u   | Topsnelheid  | Periode      |
| ------------ | ------------ | ------------ | ------------ | ------------ | -------------------- | ----------------------------------------- | ------------ | ------------ | ------------ |
| 1.4          | 1.390 cm³    | 4-in-lijn    | 8            | 60 pk        | 116 Nm bij 2.800 tpm | handgeschakelde 5-bak of 4-traps automaat | 16,0 s       | 155 km/u     | 1997 - 2000  |
| 1.4          | 1.390 cm³    | 4-in-lijn    | 8            | 60 pk        | 116 Nm bij 2.800 tpm | handgeschakelde 5-bak of 4-traps automaat | 16,3 s       | 155 km/u     | 2000 - 2001  |
| 1.6          | 1.598 cm³    | 4-in-lijn    | 8            | 75 pk        | 135 Nm bij 2.800 tpm | handgeschakelde 5-bak of 4-traps automaat | 13,3 s       | 167 km/u     | 1997 - 2000  |
| 1.6          | 1.598 cm³    | 4-in-lijn    | 16           | 75 pk        | 126 Nm bij 3.800 tpm | handgeschakelde 5-bak of 4-traps automaat | 10,9 s       | 186 km/u     | 1999 - 2001  |
| 1.4 16V      | 1.390 cm³    | 4-in-lijn    | 16           | 75 pk        | 126 Nm bij 3.800 tpm | handgeschakelde 5-bak of 4-traps automaat | 13,4 s       | 167 km/u     | 2000 - 2001  |
| 1.6 16V      | 1.598 cm³    | 4-in-lijn    | 16           | 100 pk       | 140 Nm bij 3.500 tpm | handgeschakelde 5-bak of 4-traps automaat | 10,9 s       | 186 km/u     | 1997 - 2000  |
| 1.6 16V      | 1.598 cm³    | 4-in-lijn    | 16           | 100 pk       | 145 Nm bij 3.800 tpm | handgeschakelde 5-bak of 4-traps automaat | 11,1 s       | 186 km/u     | 2000 - 2001  |

#### Diesel
| Polo Hatchback | Polo Hatchback | Polo Hatchback | Polo Hatchback | Polo Hatchback | Polo Hatchback       | Polo Hatchback        | Polo Hatchback | Polo Hatchback | Polo Hatchback |
| Type           | Motor          | Motor          | Motor          | Motor          | Koppel               | Transmissie           | 0–100 km/u     | Topsnelheid    | Periode        |
| Type           | Inhoud         | Cilinders      | Kleppen        | Vermogen       | Koppel               | Transmissie           | 0–100 km/u     | Topsnelheid    | Periode        |
| -------------- | -------------- | -------------- | -------------- | -------------- | -------------------- | --------------------- | -------------- | -------------- | -------------- |
| 1.9 D          | 1.896 cm³      | 4-in-lijn      | 8              | 64 pk          | 124 Nm bij 2.000 tpm | handgeschakelde 5-bak | 15,8 s         | 160 km/u       | 1995 - 2000    |
| 1.9 SDI        | 1.896 cm³      | 4-in-lijn      | 8              | 64 pk          | 124 Nm bij 2.200 tpm | handgeschakelde 5-bak | 15,8 s         | 160 km/u       | 1997 - 2001    |
| 1.4 TDI        | 1.422 cm³      | 3-in-lijn      | 6              | 75 pk          | 195 Nm bij 2.200 tpm | handgeschakelde 5-bak | 12,9 s         | 170 km/u       | 1999 - 2001    |

| Polo Sedan | Polo Sedan | Polo Sedan | Polo Sedan | Polo Sedan | Polo Sedan           | Polo Sedan            | Polo Sedan | Polo Sedan  | Polo Sedan  |
| Type       | Motor      | Motor      | Motor      | Motor      | Koppel               | Transmissie           | 0–100 km/u | Topsnelheid | Periode     |
| Type       | Inhoud     | Cilinders  | Kleppen    | Vermogen   | Koppel               | Transmissie           | 0–100 km/u | Topsnelheid | Periode     |
| ---------- | ---------- | ---------- | ---------- | ---------- | -------------------- | --------------------- | ---------- | ----------- | ----------- |
| 1.9 SDI    | 1.896 cm³  | 4-in-lijn  | 8          | 64 pk      | 125 Nm bij 2.200 tpm | handgeschakelde 5-bak | 16,9 s     | 158 km/u    | 1996 - 1999 |
| 1.9 TDI    | 1.896 cm³  | 4-in-lijn  | 8          | 90 pk      | 202 Nm bij 1.900 tpm | handgeschakelde 5-bak | 12,5 s     | 180 km/u    | 1997 - 1997 |

| Polo Variant | Polo Variant | Polo Variant | Polo Variant | Polo Variant | Polo Variant         | Polo Variant          | Polo Variant | Polo Variant | Polo Variant |
| Type         | Motor        | Motor        | Motor        | Motor        | Koppel               | Transmissie           | 0–100 km/u   | Topsnelheid  | Periode      |
| Type         | Inhoud       | Cilinders    | Kleppen      | Vermogen     | Koppel               | Transmissie           | 0–100 km/u   | Topsnelheid  | Periode      |
| ------------ | ------------ | ------------ | ------------ | ------------ | -------------------- | --------------------- | ------------ | ------------ | ------------ |
| 1.9 SDI      | 1.896 cm³    | 4-in-lijn    | 8            | 64 pk        | 124 Nm bij 2.200 tpm | handgeschakelde 5-bak | 16,3 s       | 155 km/u     | 1997 - 2000  |
| 1.9 SDI      | 1.896 cm³    | 4-in-lijn    | 8            | 68 pk        | 133 Nm bij 2.200 tpm | handgeschakelde 5-bak | 17,3 s       | 158 km/u     | 2000 - 2001  |

## Polo IV (9N, 9N2 & 9N3) 2002-2009

### Polo 9N
In 2002 wordt de Polo 9N uitgebracht. Deze vierde generatie Polo groeide weer enkele centimeters ten opzichte van zijn voorganger. Op hetzelfde onderstel zijn de Audi A2 en de Skoda Fabia al eerder geïntroduceerd en zal spoedig de Seat Ibiza volgen.
Motorisch is er ook het een en ander gewijzigd.
De benzinemotoren zijn nu verkrijgbaar met 1,2l-driecilindermotoren van 40 kW (55 pk) of 47 kW (65 pk) en twee 1,4l-viercilinder-16V-motoren met 55 kW (75 pk) of 74 kW (100 pk).
Bij de dieselmotoren heeft men nu de keuze uit een viercilinder 1,9l SDI met 47 kW (64 pk), een driecilinder-TDI van 1,4l met 55 kW (75 pk) en een viercilinder 1,9l TDI met 74 kW (100 pk].
In 2005 wordt er in diverse landen ook nog een sterkere TDI geïntroduceerd, een krachtiger 1,9l TDI met 96 kW (130pk).
Later dat jaar kwam de facelift van model 9N3 op de markt.

### Polo 9N2

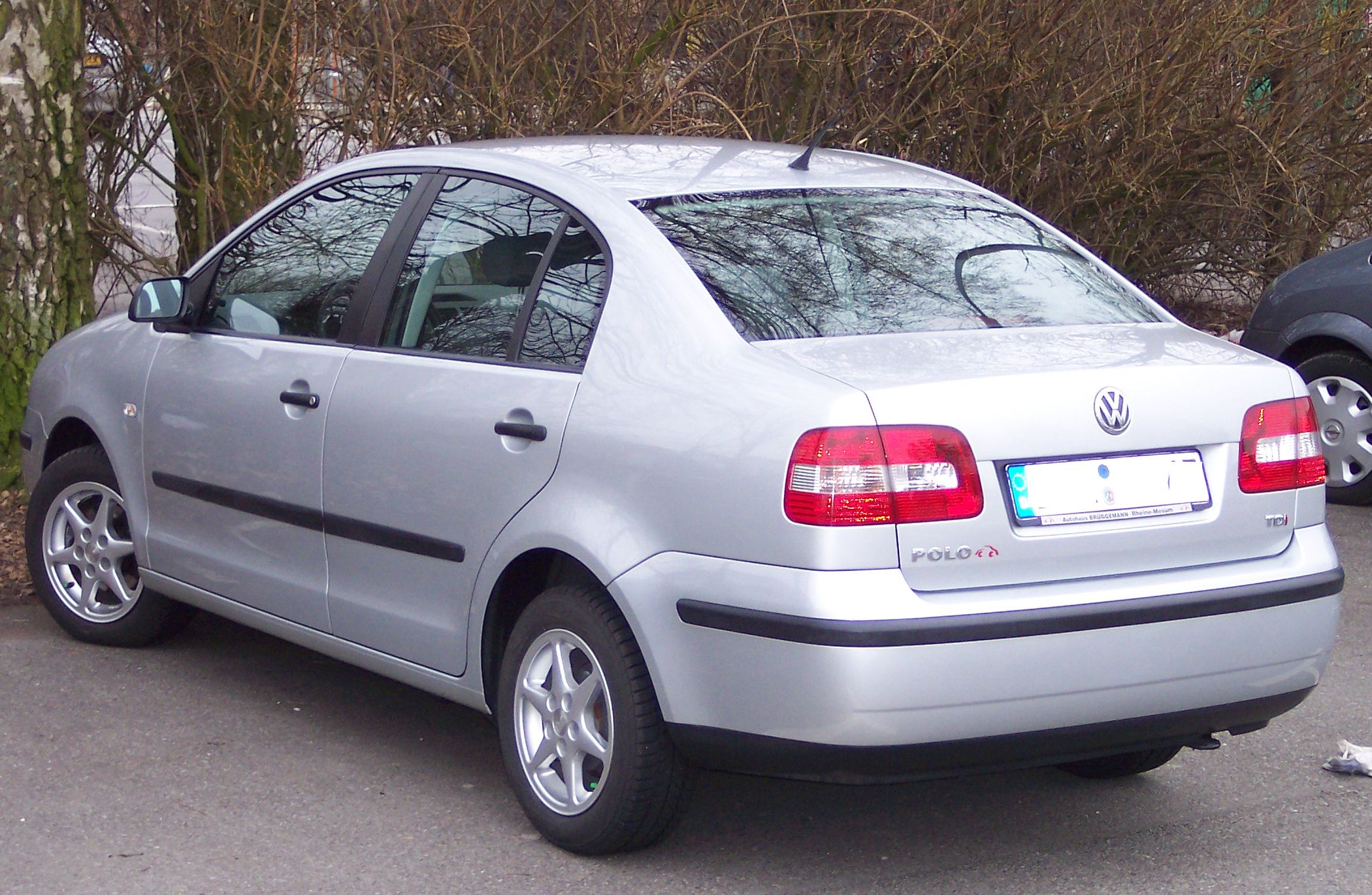
VW Polo 9N2 Classic, 2003

De 9N2 is de sedanversie van de 9N; deze is in Nederland niet geleverd. Dit model wordt alleen geproduceerd in de Anchietafabriek van Volkswagen in Brazilië en de introductie vond plaats in 2003.
Het model is voornamelijk ontworpen voor de Latijns-Amerikaanse markt, waar het meer succes heeft dan in de verschillende Europese landen. Volkswagen Duitsland heeft drie maanden na introductie op de Duitse markt de levering van de 9N2 gestaakt.

### Polo 9N3

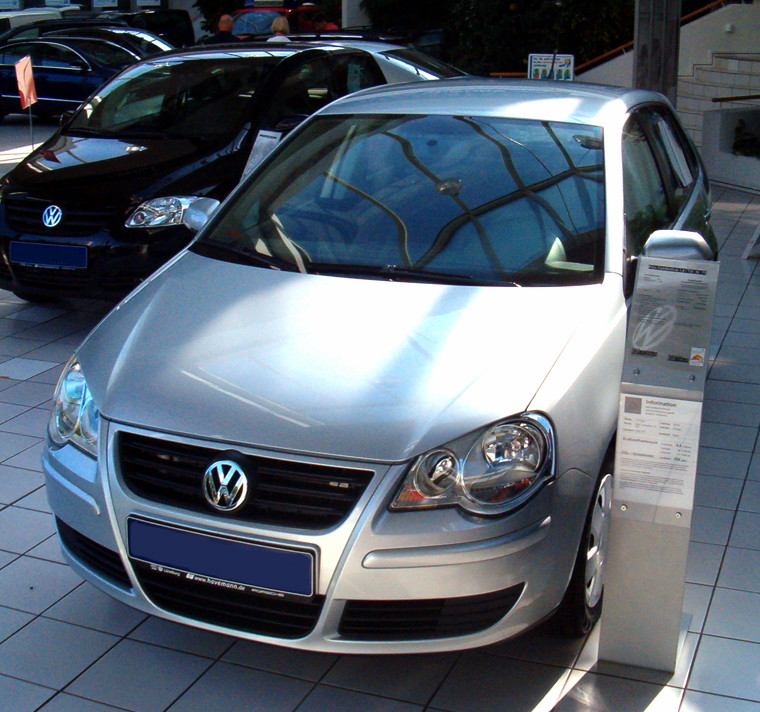
VW Polo 9N3, 2005

Op donderdag 12 mei 2005 introduceerde Volkswagen in Nederland de vernieuwde Polo. Een flinke facelift van het 9N model werd op de markt gebracht met nieuwe motoren en uitrustingsniveaus. Vanaf het begin was de auto in drie uitrustingsniveaus verkrijgbaar: Trendline, Comfortline, Sportline en actiemodel Turijn. De GTI werd iets later geïntroduceerd. Elke Polo had standaard stuurbekrachtiging, airbags voor de bestuurder en voorpassagier en zij-airbags. In Nederland is de Turijn veel verkocht. Later veranderde de naam Turijn in Optive; het uitrustingsniveau bleef hetzelfde.
Bij de facelift verviel het model met de 1.9 SDI-motor en de 1.4 TDI met 75 pk, deze werd vervangen door een 1.4 TDI driecilindermotor met 70 pk. Bij introductie was de Polo GTI nog niet verkrijgbaar, die kwam in januari 2006 met een 1.8 turbo viercilindermotor met 150 pk. Vanaf de introductie was de auto verkrijgbaar in de volgende kleuren:
- Uni-lak: Zwart, Flashrood, Candywit, Summerblue en Sunflower Yellow
- Metallic: Blue Antraciet, Silverbird, Fairwaygreen, Shadowblue, Tossablue, Sunsetred en Reflexzilver
- Pareleffect: Blackmagic, Winterred en Blue Antraciet.

De verschillende uitrustingsniveaus ten opzichte van de Trendline.
| Comfortline                                    | Sportline                              | Turijn/Optive                                  |
| ---------------------------------------------- | -------------------------------------- | ---------------------------------------------- |
| Elektrische ramen vóór                         | Elektrische ramen vóór                 | Elektrische ramen vóór                         |
| Centrale portiervergrendeling                  | Centrale portiervergrendeling          | Centrale portiervergrendeling                  |
| Afstandsbediening (2 klapsleutels)             | Afstandsbediening (2 klapsleutels)     | Afstandsbediening (2 klapsleutels)             |
| Elektr. verstel- en verwarmbare buitenspiegels | -                                      | Elektr. verstel- en verwarmbare buitenspiegels |
| Cruise Control                                 | Cruise Control                         | Cruise Control                                 |
| Boordcomputer                                  | Boordcomputer                          | -                                              |
| In hoogte verstelbare voorstoelen              | In hoogte verstelbare bestuurdersstoel | In hoogte verstelbare voorstoelen              |
| Opbergladen onder de voorstoelen               | 1 opberglade onder bestuurdersstoel    | Opbergladen onder de voorstoelen               |
| -                                              | Sportonderstel                         | -                                              |
| Één bekerhouder voor                           | Één bekerhouder voor                   | -                                              |
| Buitenspiegels, deurgrepen in kleur            | Buitenspiegels, deurgrepen in kleur    | Buitenspiegels, deurgrepen in kleur            |
| Middenarmsteun achter                          | Middenarmsteun achter                  | -                                              |
| Airconditioning optioneel                      | Airconditioning optioneel              | Climatic airconditioning                       |
| Wieldoppen                                     | 14" lichtmetalen velgen                | Wieldoppen                                     |
| -                                              | Chroomlijsten op lamellen in de grille | -                                              |

### Motoren
Gegevens van de basismodellen:

#### Benzine
| Polo Hatchback           | Polo Hatchback | Polo Hatchback | Polo Hatchback | Polo Hatchback | Polo Hatchback       | Polo Hatchback                            | Polo Hatchback | Polo Hatchback | Polo Hatchback |
| Type                     | Motor          | Motor          | Motor          | CO2 uitstoot   | Koppel               | Transmissie                               | 0–100 km/u     | Topsnelheid    | Periode        |
| Type                     | Inhoud         | Cilinders      | Vermogen       | CO2 uitstoot   | Koppel               | Transmissie                               | 0–100 km/u     | Topsnelheid    | Periode        |
| ------------------------ | -------------- | -------------- | -------------- | -------------- | -------------------- | ----------------------------------------- | -------------- | -------------- | -------------- |
| 1.2 6V                   | 1.198 cm³      | 3-in-lijn      | 55 pk          | 139 g/km       | 108 Nm bij 3.000 tpm | handgeschakelde 5-bak                     | 17,5 s         | 152 km/u       | 2001 - 2007    |
| 1.2 6V                   | 1.198 cm³      | 3-in-lijn      | 60 pk          | 138 g/km       | 108 Nm bij 3.000 tpm | handgeschakelde 5-bak                     | 16,5 s         | 157 km/u       | 2007 - 2009    |
| 1.2 12V                  | 1.198 cm³      | 3-in-lijn      | 65 pk          | 142 g/km       | 112 Nm bij 3.000 tpm | handgeschakelde 5-bak                     | 14,9 s         | 162 km/u       | 2001 - 2007    |
| 1.2 12V                  | 1.198 cm³      | 3-in-lijn      | 70 pk          | 138 g/km       | 112 Nm bij 3.000 tpm | handgeschakelde 5-bak                     | 14,5 s         | 167 km/u       | 2007 - 2009    |
| 1.4 16V                  | 1.390 cm³      | 4-in-lijn      | 75 pk          | 154 g/km       | 126 Nm bij 3.800 tpm | handgeschakelde 5-bak of 4-traps automaat | 12,9 s         | 172 km/u       | 2001 - 2006    |
| 1.4 16V                  | 1.390 cm³      | 4-in-lijn      | 80 pk          | 150 g/km       | 132 Nm bij 3.800 tpm | handgeschakelde 5-bak of 6-traps automaat | 12,2 s         | 175 km/u       | 2006 - 2009    |
| 1.4 16V FSI              | 1.391 cm³      | 4-in-lijn      | 85 pk          | 139 g/km       | 130 Nm bij 3.500 tpm | handgeschakelde 5-bak                     | 12,1 s         | 178 km/u       | 2003-2006      |
| 1.4 16V                  | 1.390 cm³      | 4-in-lijn      | 100 pk         | 158 g/km       | 126 Nm bij 4.400 tpm | handgeschakelde 5-bak of 5-traps automaat | 10,9 s         | 188 km/u       | 2002 - 2006    |
| 1.6 16V                  | 1.596 cm³      | 4-in-lijn      | 105 pk         | 159 g/km       | 153 Nm bij 3.800 tpm | handgeschakelde 5-bak of 6-traps automaat | 10,4 s         | 192 km/u       | 2006 - 2009    |
| 1.8 20VT GTI             | 1.781 cm³      | 4-in-lijn      | 150 pk         | 186 g/km       | 220 Nm bij 1.950 tpm | handgeschakelde 5-bak                     | 8,2 s          | 216 km/u       | 2006 - 2009    |
| 1.8 20VT GTI Cup Edition | 1.781 cm³      | 4-in-lijn      | 180 pk         | 188 g/km       | 235 Nm bij 2.000 tpm | handgeschakelde 5-bak                     | 7,5 s          | 225 km/u       | 2006 - 2008    |

#### Diesel
| Polo Hatchback     | Polo Hatchback | Polo Hatchback | Polo Hatchback | Polo Hatchback | Polo Hatchback       | Polo Hatchback        | Polo Hatchback | Polo Hatchback | Polo Hatchback |
| Type               | Motor          | Motor          | Motor          | CO2 uitstoot   | Koppel               | Transmissie           | 0–100 km/u     | Topsnelheid    | Periode        |
| Type               | Inhoud         | Cilinders      | Vermogen       | CO2 uitstoot   | Koppel               | Transmissie           | 0–100 km/u     | Topsnelheid    | Periode        |
| ------------------ | -------------- | -------------- | -------------- | -------------- | -------------------- | --------------------- | -------------- | -------------- | -------------- |
| 1.9 SDI            | 1.896 cm³      | 4-in-lijn      | 64 pk          | 127 g/km       | 125 Nm bij 1.600 tpm | handgeschakelde 5-bak | 17,0 s         | 160 km/u       | 2001 - 2005    |
| 1.4 TDI            | 1.422 cm³      | 3-in-lijn      | 75 pk          | 122 g/km       | 195 Nm bij 2.200 tpm | handgeschakelde 5-bak | 13,6 s         | 170 km/u       | 2001 - 2005    |
| 1.4 TDI            | 1.422 cm³      | 3-in-lijn      | 70 pk          | 119 g/km       | 155 Nm bij 1.600 tpm | handgeschakelde 5-bak | 14,6 s         | 164 km/u       | 2005 - 2009    |
| 1.4 TDI            | 1.422 cm³      | 3-in-lijn      | 80 pk          | 118 g/km       | 195 Nm bij 1.600 tpm | handgeschakelde 5-bak | 12,8 s         | 174 km/u       | 2005 - 2008    |
| 1.4 TDI Bluemotion | 1.422 cm³      | 3-in-lijn      | 80 pk          | 99 g/km        | 195 Nm bij 1.600 tpm | handgeschakelde 5-bak | 12,8 s         | 176 km/u       | 2006 - 2009    |
| 1.9 TDI            | 1.896 cm³      | 4-in-lijn      | 100 pk         | 132 g/km       | 240 Nm bij 1.800 tpm | handgeschakelde 5-bak | 10,7 s         | 188 km/u       | 2001 - 2009    |
| 1.9 TDI            | 1.896 cm³      | 4-in-lijn      | 130 pk         | 138 g/km       | 310 Nm bij 1.800 tpm | handgeschakelde 6-bak | 9,2 s          | 206 km/u       | 2005 - 2008    |

#### Polo BlueMotion
De Volkswagen Polo BlueMotion is geïntroduceerd in juli 2006 en was de eerste Volkswagen met het BlueMotion label. Volkswagen begint naar eigen zeggen met het label vanwege de volgende trends:
- Gevoerde discussie over CO2-uitstoot
- Stijgende brandstofprijzen
- Bedrijven en particulieren worden steeds milieubewuster
- Maatschappelijk verantwoord ondernemen
- Werknemers met auto van de zaak mogen alleen schone milieulabels rijden

Volgens Volkswagen is milieubewust een van de kernwaarden van het merk, waardoor de ontwikkeling van schonere diesels en auto's op aardgas (Volkswagen EcoFuel) al in 2006 begint. BlueMotion staat voor milieubewust en zuinig, zonder afstand te doen van rijplezier en comfort.
De Polo BlueMotion is zuiniger door een aantal aanpassingen:
- Aerodynamische aanpassingen

Aangepaste motorgrille
Achterspoiler
- 14 inch lichtmetalen velgen met speciale antirolweerstandbanden
- Verlaagd onderstel (geen sportonderstel)
- Lagere overbrengingsverhouding
- Standaard dieselroetfilter

Eigenaardig was bij de introductie dat er op de standaarduitvoering maar ruimte was voor vier kilogram aan opties voordat de auto overging op een B-label. Er was een lijst met meeruitvoeringen waar het aantal kilogrammen bij vermeld stond zodat de auto binnen het A-label zou blijven, met de gunstige fiscale voordelen die daarmee gepaard gingen. Voorbeelden zijn een cd-wisselaar van 2,87 kilo, een bekerhouder 0,23 kilo, elektrische spiegels 0,16 kilo en acht luidsprekers 0,53 kilo.
Leverbare kleuren op de Polo BlueMotion
- Zwart
- Iceage metallic
- Reflexzilver metallic
- Candywit
- Blue antraciet pareleffect

#### CrossPolo
Op basis van de 9N3 is in 2006 de CrossPolo op de markt gekomen. Dit is in feite een 7 cm verhoogde versie van de Polo, met metaalkleurige dakrails, 17 inch lichtmetalen velgen, verchroomde spiegelkappen en een opvallende kleurstelling.

## Polo V (6R & 6C) 2009-2017

### Polo 6R
Volkswagen introduceerde de Volkswagen Polo 6R in maart 2009 op de Geneva Motor Show. Voor het eerst in de geschiedenis werd de Polo Europese Auto van het Jaar. De Polo 6R deelt zijn onderstel met de Audi A1, de Seat Ibiza en Skoda Fabia. Bij de introductie waren niet alle motoren direct beschikbaar. Er zijn verschillende uitrustingsniveaus: Easyline, Trendline, Comfortline en Highline. De benamingen van deze uitrustingsniveaus zijn in het najaar van 2013 veranderd naar Easyline, Edition, Edition Plus en Highline. In januari 2010 introduceerde Volkswagen de Polo BlueMotion die voor de Nederlandse markt aantrekkelijk was; een auto die vrijgesteld was van wegenbelasting, waarvoor geen BPM-aanschafbelasting hoefde te worden betaald en waarvoor een versnelde investeringsaftrek gold. Bovendien was er voor zakelijke rijders nog een extra voordeel, namelijk 14% fiscale bijtelling. Dit zorgde ervoor dat de Volkswagen Polo in 2010 en 2011 de best verkochte auto van Nederland was. In eerste instantie was de Polo alleen als vijfdeurs beschikbaar, vanaf november 2009 ook als driedeurs uitvoering.
De Polo 6R weegt gemiddeld zo'n 7,5% minder dan zijn voorganger. Met BlueMotion Technologies, Volkswagens technologie om de CO2-uitstoot te verminderen, heeft de auto brandstofbesparende elementen: een start-stopsysteem, lageweerstandbanden, andere versnellingsbakoverbrengingen en een andere luchtweerstand door dichte grilles. In week 25 van 2010 kwam xenon-verlichting beschikbaar en een panoramaschuifdak. In week 45 van 2011 werd op de Polo het R-Line pakket geïntroduceerd, met een speciale voorspoiler en achterspoiler, 16 of 17 inch lichtmetalen velgen en het sportstuur uit de Volkswagen Golf GTI.
Een aantal maanden na de introductie kwam de Polo met 1.2 TSI-motor beschikbaar. Deze kreeg 105 pk en een veel gunstiger koppel en verbruik dan de 1.6 102 pk uit de vorige generatie Polo. In week 35 van 2012 kwam de Polo GTI beschikbaar. Een 1.4 TSI met 180 pk en een zeventraps-DSG-bak zorgen voor aandrijving van deze auto. Door de gunstige CO2-uitstoot was deze auto goed geprijsd in Nederland. Ook kwam medio 2011 de 1.2 TSI 90 pk als vervanging van de 1.4 met 85 pk. In Nederland zijn door het ongunstige fiscale klimaat niet alle motoren die de fabriek maakt te leveren.

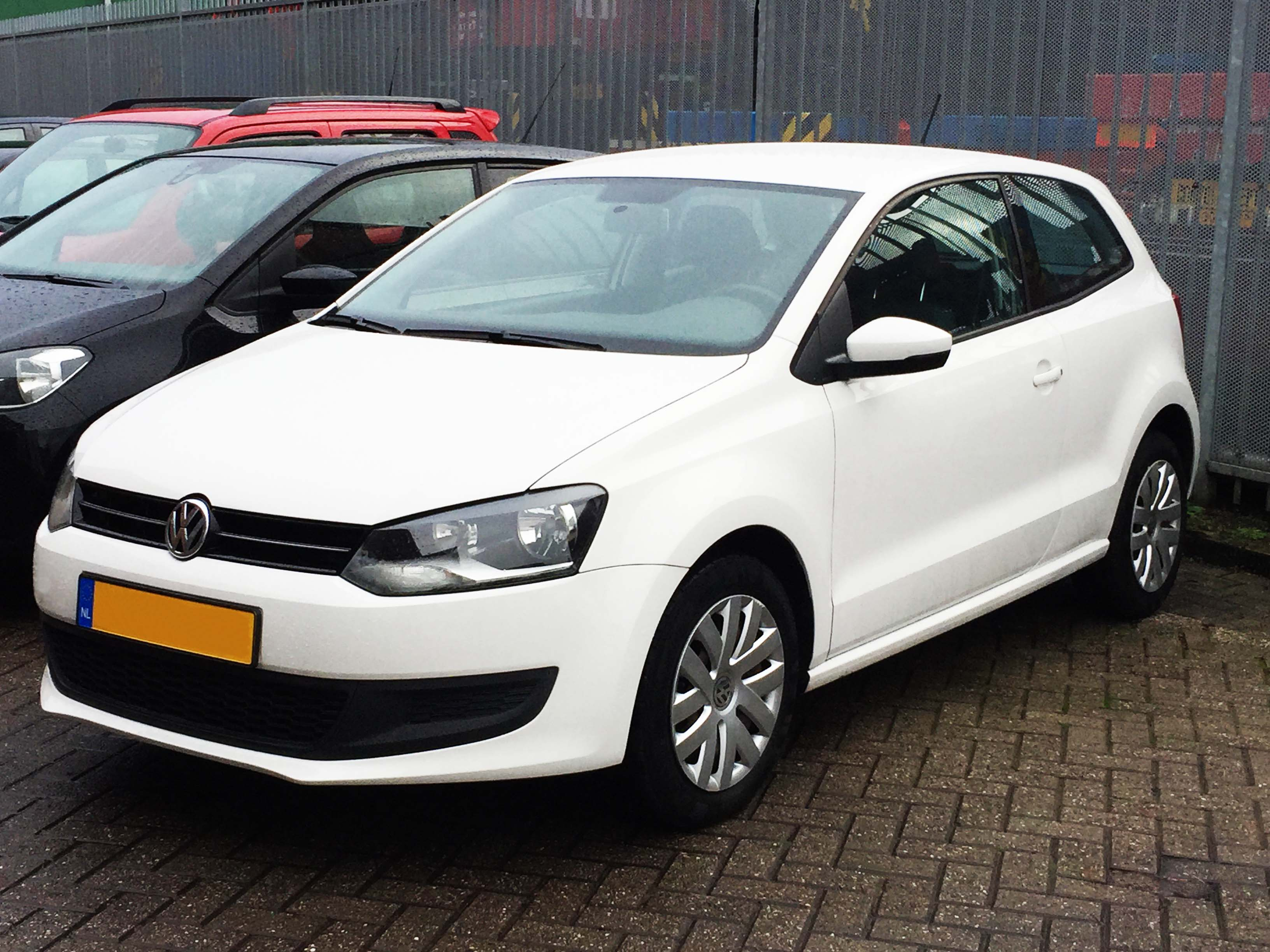
Polo 1.2 TSI uit 2013

#### Beschikbare kleuren voor de Polo 6R
- Uni-lak: Zwart, Flashrood, Candywhite, Seablue
- Metallic: Shadowblue, Reflexzilver, Peppergrey, Hot Orange, Toffeebrown
- Pareleffect: Blackmagic en Oryxwhite
- BlueMotion kleuren: Flashrood, Candywhite, Glacierblue metallic, Shadowblue metallic, Reflexzilver metallic, zwart unilak
- Blue-GT kleuren: Candy White (Uni), Reflex Silver (Metallic), Blue Silk (Metallic), Deep Black (Pareleffect)

### Polo 6C
In april 2014 kwam de facelift van Polo op de markt, deze wordt de Polo 6C genoemd.
Tijdens de facelift heeft de Polo andere koplampen en achterlichten gekregen. Onderhuids zijn alle motoren vervangen door motoren welke voldoen aan de EURO-6 norm. Nieuw in het programma is de 1.0 driecilinder benzinemotor die met of zonder turbo geleverd kan worden. De 1.4 TSI uit de Polo GTI is vervangen door een 1.8 TSI-motor die, in tegenstelling tot zijn voorganger, nu ook met handgeschakelde versnellingsbak leverbaar is. Vanaf juni 2015 is de Polo driedeurs alleen nog maar leverbaar met de 1.0 60 pk en als GTI. De opvolger van de Polo die in 2017 komt zal ook alleen als vijfdeurs leverbaar worden. Dit wordt gedaan om de productiekosten terug te dringen, wat nodig is om de bezuinigingsplannen van Volkswagen te kunnen realiseren.
In 2016 is er een kleine wijziging geweest in de bodem van de 6C, het lijkt klein maar er is een ander type gaspedaal aangebracht en de tunnel voor de uitlaat is iets meer in de auto gekomen. Hier is echter geen nieuwe type-aanduiding aan toegewezen.

### Motoren in de Polo 6R & 6C
Gegevens van de basismodellen:

#### Benzine
| Polo Hatchback                       | Polo Hatchback | Polo Hatchback | Polo Hatchback | Polo Hatchback | Polo Hatchback               | Polo Hatchback                 | Polo Hatchback | Polo Hatchback | Polo Hatchback |
| Type                                 | Motor          | Motor          | Motor          | CO2 uitstoot   | Koppel                       | Transmissie                    | 0–100 km/u     | Topsnelheid    | Periode        |
| Type                                 | Inhoud         | Cilinders      | Vermogen       | CO2 uitstoot   | Koppel                       | Transmissie                    | 0–100 km/u     | Topsnelheid    | Periode        |
| ------------------------------------ | -------------- | -------------- | -------------- | -------------- | ---------------------------- | ------------------------------ | -------------- | -------------- | -------------- |
| 1.2 60 pk                            | 1.198 cm³      | 3-in-lijn      | 60 pk          | 128 g/km       | 108 Nm bij 3.000 tpm         | handgeschakelde 5-bak          | 16,1 s         | 157 km/u       | 2009 - 2014    |
| 1.0 60 pk BlueMotion Technology      | 999 cm³        | 3-in-lijn      | 60 pk          | 128 g/km       | 95 Nm bij 3.000 - 4.300 tpm  | handgeschakelde 5-bak          | 15,5 s         | 161 km/u       | 2014 - 2017    |
| 1.2 70 pk                            | 1.198 cm³      | 3-in-lijn      | 70 pk          | 128 g/km       | 112 Nm bij 3.000 tpm         | handgeschakelde 5-bak          | 14,1 s         | 165 km/u       | 2009 - 2011    |
| 1.2 70 pk BlueMotion Technology      | 1.198 cm³      | 3-in-lijn      | 70 pk          | 119 g/km       | 112 Nm bij 3.000 tpm         | handgeschakelde 5-bak          | 14,1 s         | 165 km/u       | 2011 - 2012    |
| 1.0 75 pk BlueMotion Technology      | 999 cm³        | 3-in-lijn      | 75 pk          | 108 g/km       | 95 Nm bij 3.000 - 4.300 tpm  | handgeschakelde 5-bak          | 14,3 s         | 173 km/u       | 2014 - 2017    |
| 1.4 16V 85 pk                        | 1.390 cm³      | 4-in-lijn      | 85 pk          | 139 g/km       | 132 Nm bij 3.800 tpm         | handgeschakelde 5-bak of 7-DSG | 12,1 s         | 177 km/u       | 2009 - 2014    |
| 1.2 TSI 90 pk                        | 1.197 cm³      | 4-in-lijn      | 90 pk          | 119 g/km       | 160 Nm bij 1.500 - 3.500 tpm | handgeschakelde 5-bak of 7-DSG | 10,9 s         | 182 km/u       | 2011 - 2012    |
| 1.2 TSI 90 pk BlueMotion Technology  | 1.197 cm³      | 4-in-lijn      | 90 pk          | 113 g/km       | 160 Nm bij 1.500 - 3.500 tpm | handgeschakelde 5-bak of 7-DSG | 10,9 s         | 182 km/u       | 2012 - 2014    |
| 1.2 TSI 90 pk BlueMotion Technology  | 1.197 cm³      | 4-in-lijn      | 90 pk          | 107 g/km       | 160 Nm bij 1.400 -4.000 tpm  | handgeschakelde 5-bak of 7-DSG | 10,8 s         | 184 km/u       | 2014 - 2017    |
| 1.0 TSI 95pk BlueMotion Technology   | 999 cm³        | 3-in-lijn      | 95 pk          | 94 g/km        | 160 Nm bij 1.500 - 3.500 tpm | handgeschakelde 5-bak of 7-DSG | 10,5 s         | 191 km/u       | 2014 - 2017    |
| 1.2 TSI 105 pk                       | 1.197 cm³      | 4-in-lijn      | 105 pk         | 124 g/km       | 175 Nm bij 1.550 - 4.100 tpm | handgeschakelde 6-bak of 7-DSG | 9,7 s          | 190 km/u       | 2010 - 2014    |
| 1.2 TSI 105 pk BlueMotion Technology | 1.197 cm³      | 4-in-lijn      | 105 pk         | 115 g/km       | 175 Nm bij 1.550 - 4.100 tpm | handgeschakelde 6-bak of 7-DSG | 9,7 s          | 190 km/u       | 2012 - 2014    |
| 1.2 TSI 110 pk BlueMotion Technology | 1.197 cm³      | 4-in-lijn      | 110 pk         | 115 g/km       | 175 Nm bij 1.550 - 4.100 tpm | handgeschakelde 6-bak of 7-DSG | 9,3 s          | 196 km/u       | 2014 - 2015    |
| 1.0 TSI 110 pk BlueMotion Technology | 999 cm³        | 3-in-lijn      | 110 pk         | 99 g/km        | 200 Nm bij 2.000 - 3.500 tpm | handgeschakelde 6-bak of 7-DSG | 9,3 s          | 196 km/u       | 2015 - 2017    |
| 1.4 TSI 140 pk BlueGT ACT            | 1.395 cm³      | 4-in-lijn      | 140 pk         | 107 g/km       | 220 Nm bij 1.500 - 3.500 tpm | handgeschakelde 6-bak of 7-DSG | 7,9 s          | 210 km/u       | 2012 - 2014    |
| 1.4 TSI 150 pk BlueGT ACT            | 1.395 cm³      | 4-in-lijn      | 150 pk         | 107 g/km       | 250 Nm bij 1.500 - 3.000 tpm | 7-DSG                          | 7,8 s          | 220 km/u       | 2014 - 2016    |
| 1.4 TSI 180 pk GTI                   | 1.390 cm³      | 4-in-lijn      | 180 pk         | 139 g/km       | 250 Nm bij 2.000 - 4.500 tpm | 7-DSG                          | 6,9 s          | 229 km/u       | 2010 - 2014    |
| 1.8 TSI 192 pk GTI                   | 1.798 cm³      | 4-in-lijn      | 192 pk         | 139 g/km       | 320 Nm bij 1.450 - 4.200 tpm | handgeschakelde 6-bak of 7-DSG | 6,7 s          | 236 km/u       | 2014 - 2017    |

#### Bi-Fuel
| Polo Hatchback | Polo Hatchback | Polo Hatchback | Polo Hatchback | Polo Hatchback                          | Polo Hatchback       | Polo Hatchback        | Polo Hatchback | Polo Hatchback | Polo Hatchback |
| Type           | Motor          | Motor          | Motor          | CO2 uitstoot                            | Koppel               | Transmissie           | 0–100 km/u     | Topsnelheid    | Periode        |
| Type           | Inhoud         | Cilinders      | Vermogen       | CO2 uitstoot                            | Koppel               | Transmissie           | 0–100 km/u     | Topsnelheid    | Periode        |
| -------------- | -------------- | -------------- | -------------- | --------------------------------------- | -------------------- | --------------------- | -------------- | -------------- | -------------- |
| 1.4 BiFuel     | 1.390 cm³      | 4-in-lijn      | 82 pk          | 123 g/km op aardgas 139 g/km op benzine | 145 Nm bij 3.800 tpm | handgeschakelde 5-bak | 13,4 s         | 174 km/u       | 2010 - 2010    |

#### Diesel
| Polo Hatchback                      | Polo Hatchback | Polo Hatchback | Polo Hatchback | Polo Hatchback | Polo Hatchback               | Polo Hatchback                 | Polo Hatchback | Polo Hatchback | Polo Hatchback |
| Type                                | Motor          | Motor          | Motor          | CO2 uitstoot   | Koppel                       | Transmissie                    | 0–100 km/u     | Topsnelheid    | Periode        |
| Type                                | Inhoud         | Cilinders      | Vermogen       | CO2 uitstoot   | Koppel                       | Transmissie                    | 0–100 km/u     | Topsnelheid    | Periode        |
| ----------------------------------- | -------------- | -------------- | -------------- | -------------- | ---------------------------- | ------------------------------ | -------------- | -------------- | -------------- |
| 1.6 TDI 75 pk                       | 1.598 cm³      | 4-in-lijn      | 75 pk          | 109 g/km       | 195 Nm bij 1.500 - 2.500 tpm | handgeschakelde 5-bak          | 14,0 s         | 170 km/u       | 2009 - 2010    |
| 1.2 TDI 75 pk                       | 1.199 cm³      | 3-in-lijn      | 75 pk          | 99 g/km        | 180 Nm bij 2.000 tpm         | handgeschakelde 5-bak          | 13,9 s         | 170 km/u       | 2010 - 2012    |
| 1.2 TDI 75 pk BlueMotion 87g        | 1.199 cm³      | 3-in-lijn      | 75 pk          | 87 g/km        | 180 Nm bij 2.000 tpm         | handgeschakelde 5-bak          | 13,9 s         | 170 km/u       | 2013 - 2014    |
| 1.2 TDI 75 pk BlueMotion 89g        | 1.199 cm³      | 3-in-lijn      | 75 pk          | 89 g/km        | 180 Nm bij 2.000 tpm         | handgeschakelde 5-bak          | 13,9 s         | 170 km/u       | 2010 - 2014    |
| 1.4 TDI 75 pk BlueMotion Technology | 1.422 cm³      | 3-in-lijn      | 75 pk          | 82 g/km        | 210 Nm bij 1.500 - 2000 tpm  | handgeschakelde 5-bak          | 12,9 s         | 178 km/u       | 2014 - 2016    |
| 1.6 TDI 90 pk                       | 1.598 cm³      | 4-in-lijn      | 90 pk          | 109 g/km       | 230 Nm bij 1.500 - 2.500 tpm | handgeschakelde 5-bak of 7-DSG | 11,5 s         | 180 km/u       | 2009 - 2014    |
| 1.6 TDI 90 pk BlueMotion Technology | 1.598 cm³      | 4-in-lijn      | 90 pk          | 96 g/km        | 230 Nm bij 1.500 - 2.500 tpm | handgeschakelde 5-bak          | 11,5 s         | 180 km/u       | 2010 - 2014    |
| 1.4 TDI 90 pk BlueMotion Technology | 1.422 cm³      | 3-in-lijn      | 90 pk          | 88 g/km        | 230 Nm bij 1.500 - 2.500 tpm | handgeschakelde 5-bak of 7-DSG | 10,9 s         | 184 km/u       | 2014 - 2017    |
| 1.6 TDI 105 pk                      | 1.598 cm³      | 4-in-lijn      | 105 pk         | 109 g/km       | 250 Nm bij 1.500 - 2.500 tpm | handgeschakelde 5-bak          | 10,4 s         | 190 km/u       | 2009 - 2012    |

De Volkswagen Polo BlueMotion 1.2 TDI 87g en 89g hebben diverse restricties en zien er anders uit ten opzichte van andere modellen.

## Polo VI (AW) 2017-heden

### Polo AW
De Polo VI met type aanduiding AW is de zesde generatie Polo die werd gepresenteerd in juni 2017. Dit model is gebaseerd op het nieuwe MQB A0-platform. Na de Seat Ibiza (6F) is de Polo VI het tweede voertuig op dit platform dat ook gebruikt zal worden voor andere modellen van Seat, Volkswagen, Audi en Škoda.
In het najaar van 2020 werd de Polo visueel opnieuw ontworpen met de overstap naar het modeljaar 2021. Sindsdien is het voertuig voorzien van het nieuwe Volkswagen-logo en is het Polo-opschrift op de achterklep, die ooit linksonder zat, nu voorzien van geplaatst in een nieuw lettertype in het midden onder het VW-logo. Technisch gezien is er een update geweest van de "Modular Infotainment Kit 3" (MIB3). Tevens verdween de dieselmotor uit het motorengamma.

### Motoren in de Polo AW
Gegevens van de basismodellen:

#### Benzine
| Polo Hatchback | Polo Hatchback | Polo Hatchback | Polo Hatchback | Polo Hatchback | Polo Hatchback               | Polo Hatchback                     | Polo Hatchback | Polo Hatchback | Polo Hatchback |
| Type           | Motor          | Motor          | Motor          | CO2 uitstoot   | Koppel                       | Transmissie                        | 0–100 km/u     | Topsnelheid    | Periode        |
| Type           | Inhoud         | Cilinders      | Vermogen       | CO2 uitstoot   | Koppel                       | Transmissie                        | 0–100 km/u     | Topsnelheid    | Periode        |
| -------------- | -------------- | -------------- | -------------- | -------------- | ---------------------------- | ---------------------------------- | -------------- | -------------- | -------------- |
| 1.0 MPI        | 999 cm³        | 3-in-lijn      | 65 pk          | 108 g/km       | 95 Nm bij 3.000 - 4.300 tpm  | handgeschakelde 5-bak              | 15,5 s         | 164 km/u       | 2017 - 2020    |
| 1.0 MPI        | 999 cm³        | 3-in-lijn      | 75 pk          | 108 g/km       | 95 Nm bij 3.000 - 4.300 tpm  | handgeschakelde 5-bak              | 14,9 s         | 170 km/u       | 2017 - 2019    |
| 1.0 MPI        | 999 cm³        | 3-in-lijn      | 80 pk          | 108 g/km       | 93 Nm bij 3.750 tpm          | handgeschakelde 5-bak              | 14,9 s         | 170 km/u       | 2018 - 2021    |
| 1.0 MPI        | 999 cm³        | 3-in-lijn      | 80 pk          | 108 g/km       | 93 Nm bij 3.700 - 3.900 tpm  | handgeschakelde 5-bak              | 15,5 s         | 171 km/u       | 2021 - 2022    |
| 1.0 TSI        | 999 cm³        | 3-in-lijn      | 95 pk          | 101 g/km       | 175 Nm bij 2.000 - 3.500 tpm | handgeschakelde 5-bak of 7-DSG     | 10,8 s         | 187 km/u       | 2017 - 2021    |
| 1.0 TSI        | 999 cm³        | 3-in-lijn      | 95 pk          | 117 g/km       | 175 Nm bij 1.600 - 3.500 tpm | handgeschakelde 5-bak of 7-DSG     | 10,8 s         | 187 km/u       | 2021 - heden   |
| 1.0 TSI        | 999 cm³        | 3-in-lijn      | 110 pk         | 127 g/km       | 200 Nm bij 2.000 - 3.000 tpm | 7-DSG                              | 10,4 s         | 195 km/u       | 2021 - 2023    |
| 1.0 TSI        | 999 cm³        | 3-in-lijn      | 115 pk         | 107 g/km       | 200 Nm bij 2.000 - 3.500 tpm | handgeschakelde 5 / 6-bak of 7-DSG | 9,5 s          | 200 km/u       | 2017 - 2021    |
| 1.5 TSI        | 1.498 cm³      | 4-in-lijn      | 150 pk         | 116 g/km       | 250 Nm bij 1.500 - 3.500 tpm | 7-DSG                              | 8,2 s          | 216 km/u       | 2019 - 2021    |
| 2.0 TSI GTI    | 1.984 cm³      | 4-in-lijn      | 200 pk         | 134 g/km       | 320 Nm bij 1.500 - 4.350 tpm | handgeschakelde 6-bak of 6-DSG     | 6,7 s          | 237 km/u       | 2017 - 2020    |
| 2.0 TSI GTI    | 1.984 cm³      | 4-in-lijn      | 207 pk         | 155 g/km       | 320 Nm bij 1.500 - 4.500 tpm | 7-DSG                              | 6,5 s          | 240 km/u       | 2022 - heden   |

#### Aardgas
| Polo Hatchback | Polo Hatchback | Polo Hatchback | Polo Hatchback | Polo Hatchback | Polo Hatchback              | Polo Hatchback            | Polo Hatchback | Polo Hatchback | Polo Hatchback |
| Type           | Motor          | Motor          | Motor          | CO2 uitstoot   | Koppel                      | Transmissie               | 0–100 km/u     | Topsnelheid    | Periode        |
| Type           | Inhoud         | Cilinders      | Vermogen       | CO2 uitstoot   | Koppel                      | Transmissie               | 0–100 km/u     | Topsnelheid    | Periode        |
| -------------- | -------------- | -------------- | -------------- | -------------- | --------------------------- | ------------------------- | -------------- | -------------- | -------------- |
| 1.0 TGI        | 999 cm³        | 3-in-lijn      | 90 pk          | 85 g/km        | 160 Nm bij 1.800 - 3800 tpm | handgeschakelde 5 / 6-bak | 11,9 s         | 183 km/u       | 2017 - 2018    |

#### Diesel
| Polo Hatchback | Polo Hatchback | Polo Hatchback | Polo Hatchback | Polo Hatchback | Polo Hatchback               | Polo Hatchback                 | Polo Hatchback | Polo Hatchback | Polo Hatchback |
| Type           | Motor          | Motor          | Motor          | CO2 uitstoot   | Koppel                       | Transmissie                    | 0–100 km/u     | Topsnelheid    | Periode        |
| Type           | Inhoud         | Cilinders      | Vermogen       | CO2 uitstoot   | Koppel                       | Transmissie                    | 0–100 km/u     | Topsnelheid    | Periode        |
| -------------- | -------------- | -------------- | -------------- | -------------- | ---------------------------- | ------------------------------ | -------------- | -------------- | -------------- |
| 1.6 TDI        | 1.598 cm³      | 4-in-lijn      | 95 pk          | 97 g/km        | 230 Nm bij 1.500 - 3.200 tpm | handgeschakelde 5-bak of 7-DSG | 11,2 s         | 185 km/u       | 2017 - 2020    |

## Motorsport
Volkswagen is als fabrikant vanaf het seizoen 2013 actief in het World Rally Championship met drie modellen van de Polo 6 R. In het seizoen 2013 worden de auto's bestuurd door de Fransman Sebastien Ogier, de Fin Jari-Matti Latvala en de Noor Andreas Mikkelsen.

### Overwinningen
| Nr. | Seizoen | Rally                 | Coureur            | Navigator        | Auto            |
| --- | ------- | --------------------- | ------------------ | ---------------- | --------------- |
| 1   | 2013    | Rally van Zweden      | Sebastien Ogier    | Julien Ingrassia | Volkswagen Polo |
| 2   | 2013    | Rally van Mexico      | Sebastien Ogier    | Julien Ingrassia | Volkswagen Polo |
| 3   | 2013    | Rally van Portugal    | Sebastien Ogier    | Julien Ingrassia | Volkswagen Polo |
| 4   | 2013    | Rally van Italië      | Sebastien Ogier    | Julien Ingrassia | Volkswagen Polo |
| 5   | 2013    | Rally van Griekenland | Jari-Matti Latvala | Miikka Anttila   | Volkswagen Polo |

### Prijzen
- Auto van het Jaar 2010
- World Car of the Year 2010